# Radio Bremen TV
Radio Bremen TV (DVB-T-Kennung rb TV) ist der Nachfolger der Bremer Regionalversion des NDR Fernsehens. In Radio Bremen TV laufen sowohl die Eigenproduktionen aus Bremen als auch Inhalte des gemeinsam mit dem NDR produzierten überregionalen dritten Programms.

## Programm

### Bis 31. August 2013
Bis zum 31. August 2013 begann das Vorabendprogramm von Montag bis Freitag um 18 Uhr mit buten un binnen um 6. Um 18:10 Uhr folgte das Wetter. Daraufhin wurde um 18:15 Uhr wieder das NDR-Programm übernommen, bevor um 18:45 Uhr die AnSichten, eine Neuauflage des Stadtschnacks, ausgestrahlt wurden. Hier wurde über aktuelle Themen aus Bremen diskutiert. Am Freitag wurde entsprechend die Quizsendung Sieh an gezeigt. Um 18:55 Uhr folgte ein kurzer Nachrichtenüberblick der buten-un-binnen-Redaktion mit Gebärdensprache. Um 19:00 Uhr folgten die Nordländer, die interessante Beiträge aus den norddeutschen Ländern im Sendebereich des NDR zeigten. Auch diese Sendung lief nur von Montag bis Donnerstag. Am Freitag wurde um diese Zeit der Bremer Tierladen gesendet. Im Anschluss – ab 19:15 Uhr – folgte der Sportblitz, die einzige tägliche Sportsendung im öffentlich-rechtlichen Fernsehen. Das Wetter gab es dann nochmals um 19:25 Uhr, ehe dann ab 19:30 Uhr – wie gewohnt – buten un binnen, das Regionalmagazin für Bremen und Bremerhaven live gesendet wurde.
Am Wochenende begann das Regionalprogramm erst um 18:45 Uhr. Am Samstag zeigte man eine Radio-Bremen-Reportage aus dem Archiv, bevor um 19:30 Uhr die aktuelle Ausgabe von buten un binnen folgte. Am Sonntag eröffnen die 3 nach 9 classics das Regionalprogramm. Hier wurden Best-Of-Beiträge aus 35 Jahren 3 nach 9, der radiobremen Talkshow, gezeigt. Ab 19:30 Uhr wurde jeden Sonntag buten un binnen - Das Beste gezeigt. Hier waren Beiträge aus 30 Jahren zu einem bestimmten Thema zu sehen. Die Sonntagssendung von buten un binnen wurde am Vortag aufgezeichnet, konnte also nicht auf aktuelle Geschehnisse reagieren.

### Seit September 2013
Ab September 2013 wurde das Programmschema von Radio Bremen TV reformiert. Dies hatte zur Folge, dass das eigenständige Regionalfenster auf die gleichen Ausmaße wie die der NDR-Landesfunkhäuser heruntergekürzt wurde. Zahlreiche Sendungen des Regionalsenders wurden eingestellt. Anlässlich der Programmreform wurden der Senderauftritt erneuert und das Studio renoviert.
Seitdem beginnt der neue Vorabend um 18:00 Uhr mit einer sechsminütigen Kompaktausgabe von buten un binnen. Darauf folgen der buten un binnen Sportblitz und das neue buten un binnen Wetter. Von 18:15 Uhr bis 19:30 Uhr wird das NDR-Programm übernommen, darauf folgt das Regionalmagazin buten un binnen. Neu ist, dass die Sendung nun auch am Sonntag live übertragen wird und Sportmeldungen vom Wochenende enthält.
Die Sendestrecken von Radio Bremen TV enden jeweils um 20:00 Uhr, vor Beginn der Tagesschau der ARD. Außerhalb der Regionalstrecken, die sich mittlerweile auf die Zeit von 18:00 bis 18:15 Uhr und von 19:30 bis 20:00 Uhr beschränken, sendet der Sender zusammen mit dem NDR Fernsehen ein gemeinsames Programm. Inhalte von Radio Bremen, die während dieses gemeinsamen Programms laufen, nennt der Sender Radio Bremen Fernsehen.

### Senderlogos

Logo von Radio Bremen TV
Ehemalige Senderkennung (Cornerlogo)
Senderkennung seit 2015
Senderkennung von Radio Bremen TV HD von 2017 bis 2024

## Empfang
Zu empfangen ist Radio Bremen TV sowohl über digitale Antenne (DVB-T) als auch im Kabelfernsehen.
Seit Mai 2005 ist Radio Bremen TV auch digital über Satellit zu empfangen (Astra 1 H) – seit Mai 2008 auch im digitalen Kabelnetz der KDG in Bremen, Bremerhaven und deren Umland. Seit 2006/07 ist ebenfalls ein Empfang über IPTV möglich. Zum 1. April 2008 startete zudem die Verbreitung via Zattoo.

### DVB-C
Digital wird Radio Bremen TV in den KDG-Netzen Bremen, Bremerhaven, Bremen-Umland, Bremerhaven-Umland, Cloppenburg, Leer, Norden, Oldenburg, Verden-Walle und Wilhelmshaven auf Kanal S40 (458 MHz) ausgestrahlt bei Kabel Deutschland. (Stand: 6. September 2022)
Seit dem 24. April 2018 ist Radio Bremen TV auch bei Unitymedia im gesamten Netz zu empfangen. Bei anderen Netzbetreibern unterschiedlich.

### DVB-T
Ausstrahlung über Kanal 32 (562 MHz) von den Senderstandorten Bremen-Walle, Schiffdorf und Steinkimmen mit 5 kW ausgestrahlt. Die Übertragung endete am 25. April 2017.

### DVB-T2
Radio Bremen TV HD sendet seit dem 29. März 2017 von denselben Standorten auf Kanal 46 (674 MHz). Die Interlacing-Halbbilder des SD-Signals (720×288 Pixel) wurden dazu ohne Deinterlacing auf 1920×1080 Pixel hochskaliert. Seit dem 9. Februar 2019 wird von 720p hochskaliert.

### DVB-S
Ausstrahlung über Transponder 101 (12.421 MHz horizontal, SR 27500, FEC 3/4) auf dem Satelliten ASTRA 1H (19,2° Ost).

### DVB-S2
Seit dem 7. Januar 2019 wird Radio Bremen TV zusätzlich in HD-Auflösung über den Transponder 39 (11.053 MHz horizontal) auf dem Satelliten ASTRA 1L (19,2° Ost) ausgestrahlt, anfangs jedoch nur hochgerechnet, seit 9. Februar 2019 dann auch nativ in HD.

### IPTV
- T-Home
- Zattoo
- waipu.tv